# One Hundred and Two River

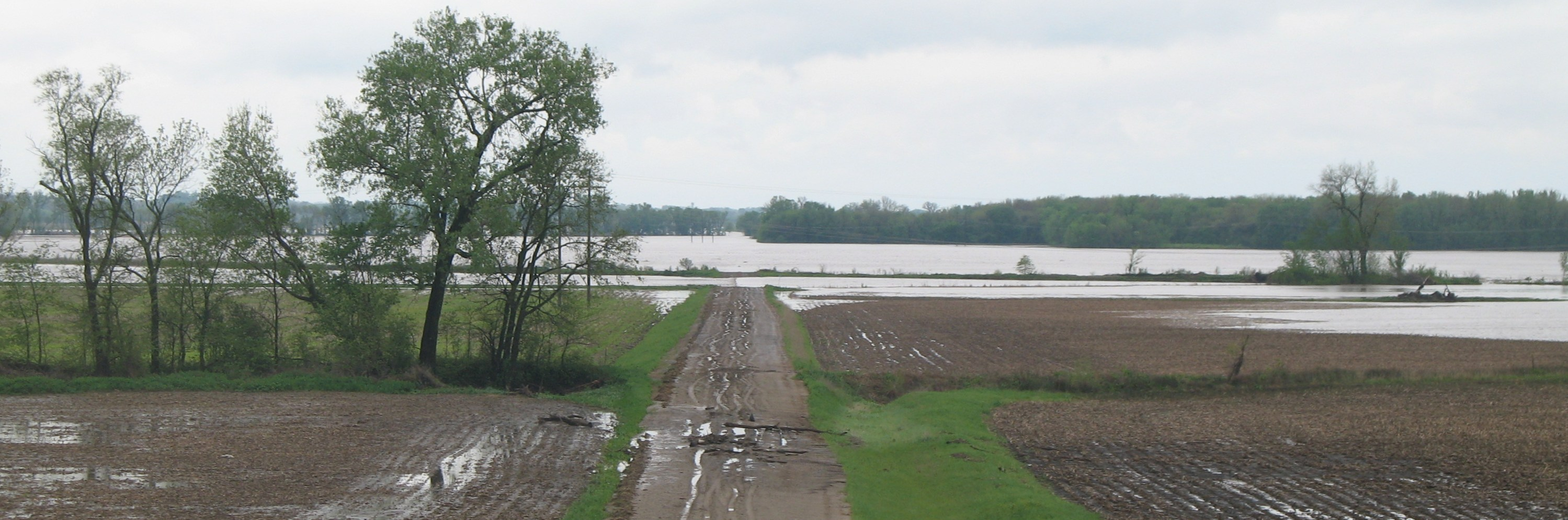
Rzeka 102 na zachód od Maryville w stanie Missouri podczas powodzi w maju 2007.

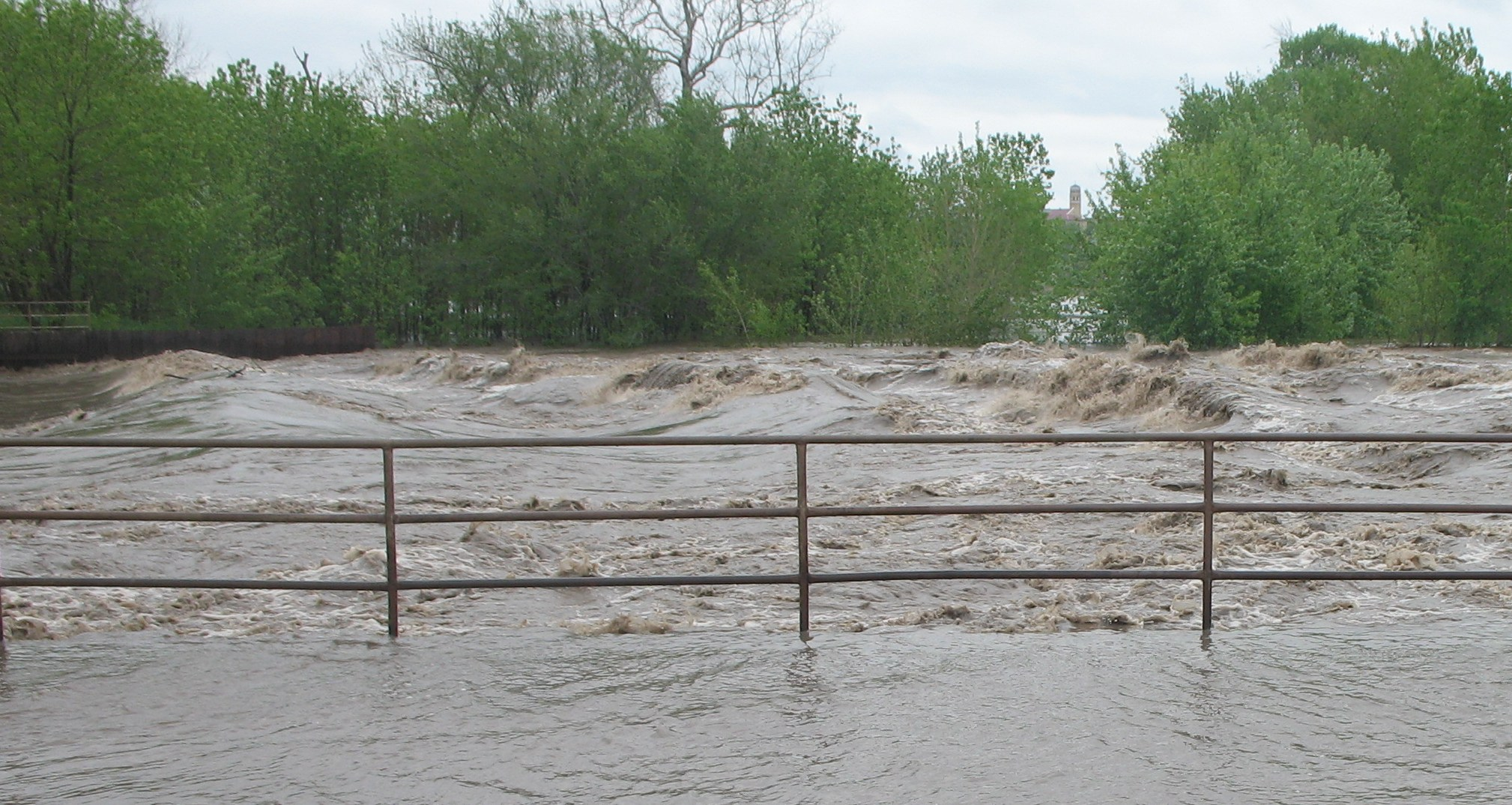
Rzeka 102 po przerwaniu tamy w Maryville podczas powodzi w maju 2007.

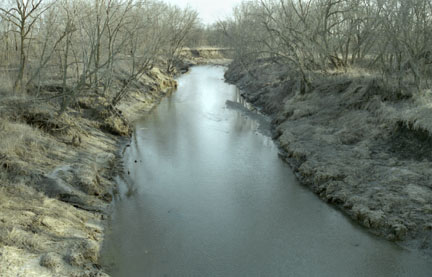
One Hundred and Two River w pobliżu Bedford w 1997

One Hundred and Two River (z ang. "Rzeka 102") – rzeka w USA, płynąca przez stany Iowa i Missouri, dopływ Platte o długości około 145 km.
Według GNIS (System Informacyjny Nazw Geograficznych), znana też jako Hundred and Two River.
Według National Atlas of the United States rzeka zaczyna swój bieg na północny zachód od Hopkins, gdzie zbiegają się zachodnie i środkowe koryto One Hundred and Two River. Na południowy zachód od Hopkins znajduje się ujście kolejnego koryta, zachodniego.
Te trzy koryta przekraczają linię będącą przedłużeniem w kierunku zachodnim Linii Sullivana (granica stanów Iowa i Missouri) pomiędzy 101. a 102. milą na północ od ujścia Kansas do Missouri.
Linia Sullivana zaczyna się dokładnie na setnej mili na północ od ujścia Kansas do Missouri, w pobliżu Sheridan. Została przedłużona w kierunku zachodnim w 1836, gdy Nabytek Platte został odkupiony przez rząd USA od Indian (wcześniej stanowił część Terytorium Indiańskiego) i przyłączony do stanu Missouri. Część One Hundred and Two River płynąca przez stan Missouri leży w całości na terenie Nabytku Platte.

## Pochodzenie nazwy
W przeszłości były rozważane różne hipotezy pochodzenia nazwy inne niż położenie rzeki względem Linii Sullivana:
- Homer Croy, autor kroniki hrabstwa Nodaway, spekulował na temat związku nazwy z jej rzekomym położeniem na 102 mili od pierwotnego obozu mormonów podczas ich migracji w 1847[2].
- Robert L. Ramsay, autor opisów etymologii wielu nazw miejscowych w stanie Missouri, wysunął hipotezę, że nazwa pochodzi z języka plemienia Osedżów, w którym Çondse oznaczało Wyżynny Las, co następnie zostało przekręcone przez francuskich osadników na Rivière Cent Deux, z powodu podobnego brzmienia[3].

## Przebieg
Główny nurt rzeki powstaje z połączenia trzech nurtów, mających swe źródła w Iowa:
- West Fork One Hundred and Two River ma źródła w pobliżu Corning w hrabstwie Adams i przepływa w kierunku południowym przez hrabstwo Taylor.
- Middle Fork One Hundred and Two River ma źródła nieopodal Sharpsburga w hrabstwie Taylor i przepływa w kierunku południowo-południowo-zachodnim, aż za miasto Gravity.
- East Fork One Hundred and Two River ma źródła w pobliżu Lenox w hrabstwie Taylor i płynie w kierunku południowo-zachodnim.

Każdy z tych nurtów wpływa na teren hrabstwa Nodaway z hrabstwa Taylor, łączą się one w pobliżu miasta Hopkins. Od tego miejsca One Hundred and Two płynie na południe, przez hrabstwa Nodaway, Andrew i Buchanan, w większości uregulowanym, skanalizowanym łożyskiem. Uchodzi do rzeki Platte 9,7 km na zachód od St. Joseph.
Jej dorzecze stanowi, poprzez Platte, część dorzecza rzeki Missouri. Na przeważającej długości rzeka jest uregulowana i skanalizowana.